# Neoisoglossa arcuata
Neoisoglossa arcuata är en skalbaggsart som först beskrevs av Thomas Casey 1893.  Neoisoglossa arcuata ingår i släktet Neoisoglossa och familjen kortvingar. Inga underarter finns listade i Catalogue of Life.